# Championnat d'Irak de football 2002-2003
Navigation
Saison précédente Saison 2004-2005
La saison 2002-2003 du Championnat d'Irak de football est la vingt-neuvième édition de la première division en Irak, la Division 1 League. La compétition se déroule sous la forme d'une poule unique où les vingt meilleurs clubs du pays s'affrontent deux fois au cours de la saison, à domicile et à l'extérieur.
La compétition est interrompue, à la suite de l'invasion du pays par les forces armées américaines, au printemps 2003.

## Les clubs participants
| - Al-Karkh SC - Al Shorta Bagdad - Najaf FC - Al Nafat Bagdad - Samarra FC - Dohuk SC - Al Difa Al Jawia Bagdad - Zakho FC - Promu de D2 - Nassriya FC - Mossoul FC - Promu de D2 | - Samawa FC - Kirkouk FC - Al Sina'a Bagdad - Al Qowa Al Jawia Bagdad - Al-Zawra'a SC - Talaba SC - Al Mina'a Bassora - Arbil SC - Bassora FC - Promu de D2 - Al Jaish Bagdad |

## Compétition
Le barème de points servant à établir les classements se décompose ainsi :
- Victoire : 3 points
- Match nul : 1 point
- Défaite : 0 point

### Classement
| Rang | Équipe                   | Pts | J  | G  | N  | P  | Bp | Bc | Diff |
| ---- | ------------------------ | --- | -- | -- | -- | -- | -- | -- | ---- |
| 1    | Al Shorta Bagdad         | 65  | 27 | 20 | 5  | 2  | 61 | 23 | +38  |
| 2    | Najaf FC                 | 62  | 26 | 19 | 5  | 2  | 44 | 12 | +32  |
| 3    | Al-Zawra'a SC            | 59  | 27 | 17 | 8  | 2  | 59 | 16 | +43  |
| 4    | Talaba SC'T'C            | 59  | 24 | 19 | 2  | 3  | 56 | 15 | +41  |
| 5    | Al Qowa Al Jawia Bagdad  | 55  | 27 | 17 | 4  | 6  | 49 | 30 | +19  |
| 6    | Al Mina'a Bassora        | 45  | 27 | 14 | 3  | 10 | 30 | 23 | +7   |
| 7    | Mossoul FCP              | 38  | 27 | 11 | 5  | 11 | 33 | 42 | -9   |
| 8    | Arbil SC                 | 37  | 27 | 10 | 7  | 10 | 44 | 33 | +11  |
| 9    | Al-Karkh SC              | 37  | 27 | 9  | 10 | 8  | 29 | 21 | +8   |
| 10   | Zakho FCP                | 36  | 27 | 9  | 9  | 9  | 36 | 27 | +9   |
| 11   | Dohuk SC                 | 34  | 27 | 9  | 7  | 11 | 30 | 40 | -10  |
| 12   | Al Difaa Al Jawia Bagdad | 29  | 27 | 7  | 8  | 12 | 27 | 37 | -10  |
| 13   | Samaraa FC               | 28  | 26 | 7  | 7  | 12 | 26 | 38 | -12  |
| 14   | Nassriya FC              | 27  | 27 | 7  | 6  | 14 | 27 | 55 | -28  |
| 15   | Al Jaish Bagdad          | 26  | 27 | 6  | 8  | 13 | 26 | 42 | -16  |
| 16   | Al Sina'a Bagdad         | 23  | 26 | 4  | 11 | 11 | 17 | 29 | -12  |
| 17   | Al Nafat Bagdad          | 22  | 27 | 4  | 10 | 13 | 21 | 37 | -16  |
| 18   | Samawa FC                | 22  | 27 | 5  | 7  | 15 | 22 | 52 | -30  |
| 19   | Kirkouk FC               | 15  | 27 | 2  | 9  | 16 | 14 | 48 | -34  |
| 20   | Bassora FCP              | 14  | 27 | 3  | 5  | 19 | 14 | 45 | -31  |

|  | Qualification pour la Ligue des champions arabes de football 2003 et la Ligue des champions de l'AFC 2004 |
|  | Qualification pour la Ligue des champions de l'AFC 2004                                                   |
|  | Qualification pour la Ligue des champions arabes de football 2003-2004                                    |
|  | T : Tenant du titre C : Vainqueur de la Coupe d'Irak P : Promu de D2                                      |

## Bilan de la saison
| Championnat d'Irak de football 2002-2003 |                                                           |
| Champion                                 | Aucun (xe titre)                                          |
| Coupes et trophées                       |                                                           |
| Vainqueur de la Coupe d'Irak 2002-2003   | Talaba SC                                                 |
| Qualifications continentales             |                                                           |
| Ligue des champions de l'AFC 2004        | Al Qowa Al Jawia Bagdad                                   |
| Ligue des champions de l'AFC 2004        | Al Shorta Bagdad                                          |
| Coupe de l'AFC 2004                      | Aucun                                                     |
| Ligue des champions arabes 2003          | Al Shorta Bagdad                                          |
| Ligue des champions arabes 2003-2004     | Al-Zawra'a SC                                             |
| Ligue des champions arabes 2003-2004     | Talaba SC                                                 |
| Promotions et relégations                |                                                           |
| Promus en Division 1 League              | Sulimaniya FC Pires FC Salahaddin FC Karbala FC Diyala FC |
| Relégués en Division 2 League            | Aucun                                                     |